# 沪郑高速动车组列车
沪郑高速动车组列车是中国铁路运行于直辖市上海市至河南省省会郑州市间的高速动车组列车，自2016年9月10日起开行，每天共开行11.5对列车。列车客运乘务由上海局集团上海客运段、杭州客运段、郑州局集团郑州客运段共同担当。

## 历史

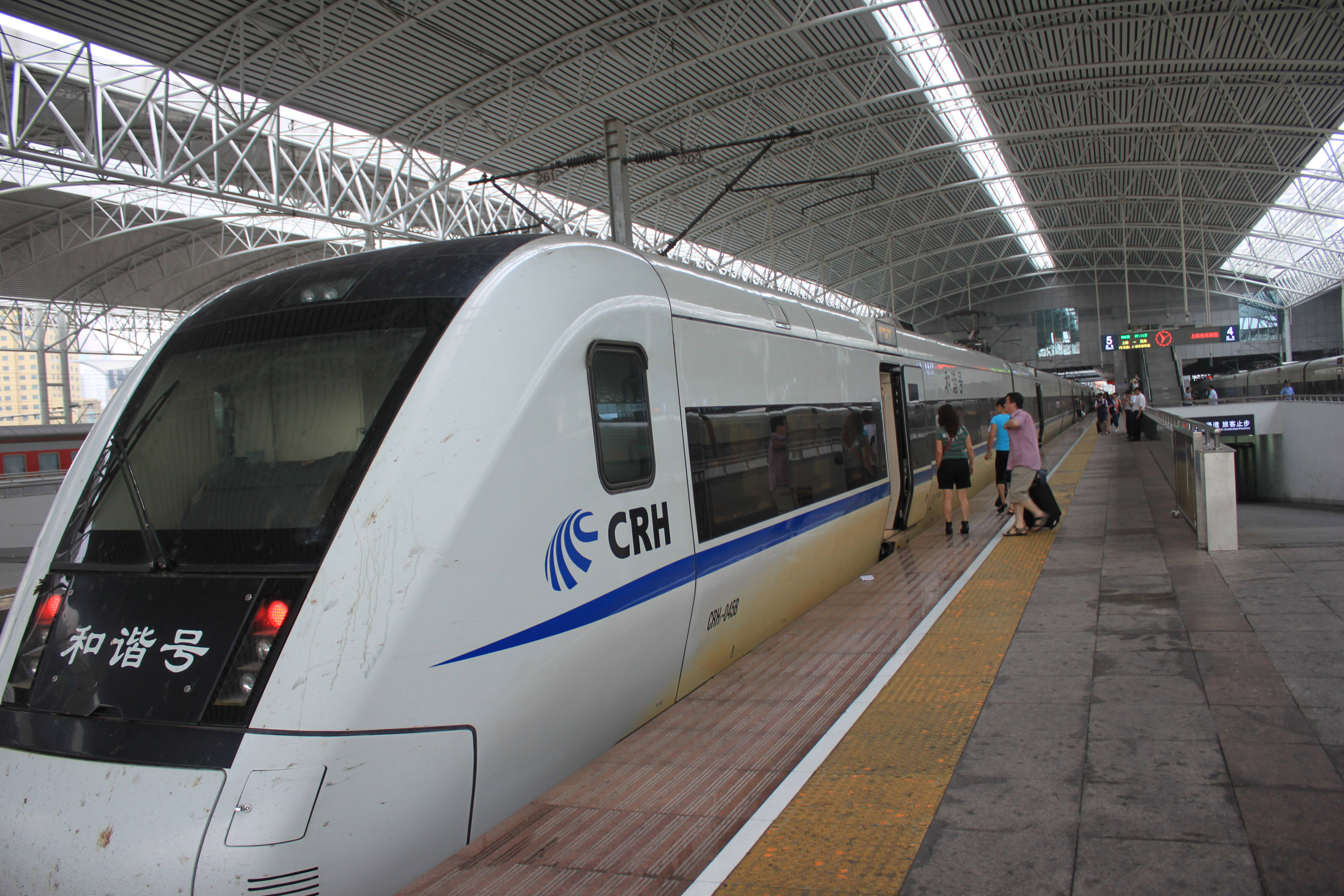
由上海站始发，开往郑州站的D86/87次列车，2010年

郑徐客运专线开通前，上海与郑州曾于2007年9月10日起开行在陇海线和京沪既有线（后期转由京沪高铁运行）的普通动车组列车，开通初期全程运行6小时37分，此列车的开行将郑州纳入了上海“8小时经济圈”。这些既有线列车于2016年9月10日停运，停运前共有三对，车次分别是D282/3、D284/1次、D286/7、D288/5次和D292/3、D294/1次。
2016年9月10日，沪郑高速动车组列车随郑徐客运专线的开通而开行，每天开行15班（上海至郑州8班，郑州至上海7班）。其中运行时间最短的为G368次（标杆车），最快3小时57分即可到达郑州东站，铁路运能也将提升2倍。列车开行后，上海至鄭州方向原有的普速列车继续保留。
2016年10月开始，大部分郑州铁路局担当的郑沪高速动车组列车延伸至河南省郑州局管内车站始发终到。10月10日G1824/1、G1810/1次列车运行区间改为焦作—上海虹桥；2016年11月10日起，郑州东—上海虹桥G1808/1805次列车延伸至许昌东站始发；11日，G1812/1809、G1822/1823次列车运行区间调整为洛阳龙门—上海虹桥。
2019年12月商杭客运专线开通后，G1804/1801、G1826/1827次改为经京沪高速铁路、合宁铁路、商杭客运专线、郑阜高速铁路运行。
2021年1月20日起，随着新线的开通，铁路部门新增开行经连镇客运专线、徐盐客运专线或经沪苏通铁路、盐通高速铁路、徐盐客运专线的沪郑高速动车组列车。
2021年6月25日起，原许昌东—上海虹桥G1808/1805次调整为郑州东—上海虹桥，另安排一对由上海局集团担当的上海虹桥~许昌东G1986/1987、G1988/1985次列车；同时将上海虹桥~郑州东G1802/1803、G1820/1817次延长银川终到始发。
2022年1月10日，G1810/1811、G1821/1824次列车改为郑州东站始发终到，另安排上海虹桥~北京南G120/155次调整运行区段为上海虹桥~焦作，车次为G1948/1949、G1947/1950次，路径与原G1810/1811、G1821/1824次列车相比无变化。
2022年6月20日，G1810/1811、G1821/1824次列车延长至南阳东站始发终到。
2023年10月11日，原上海虹桥～许昌东G1986/1987、G1988/1985次列车调整至郑州航空港站始发终到，2024年1月10日调整至郑州东站始发终到。
2025年1月5日，配合沪苏湖高铁开通，新增上海南～郑州东G1319/1318、G1317/1320次、上海虹桥～郑州东G2381/2380、G2379/2382次、G2393/2392、G2391/2394次列车3对，并将G3280/3281、G3282/3279次列车调整至上海松江站始发终到。

## 时刻表

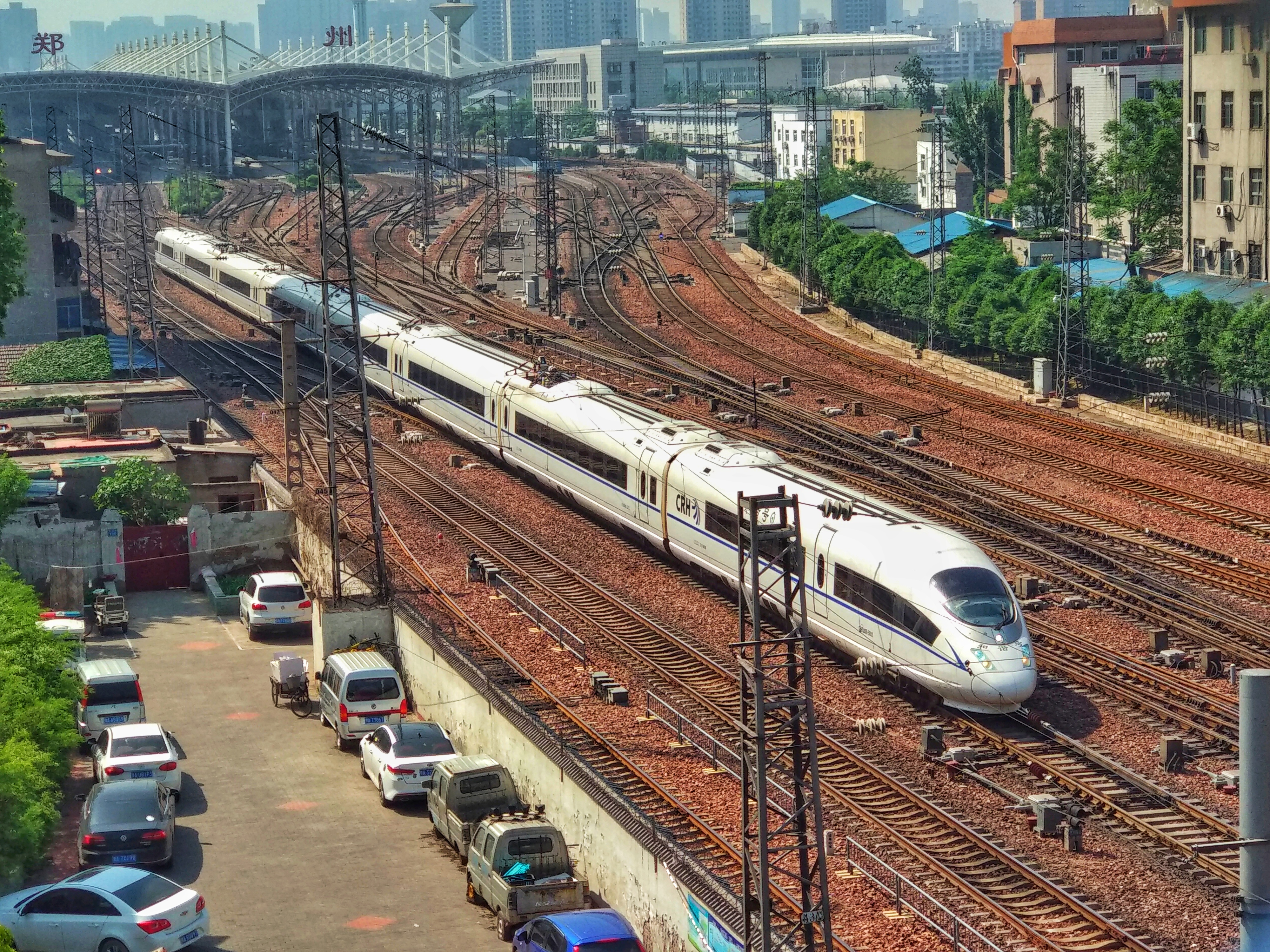
C2992次列车驶出郑州站，该交路为郑州东-C2993/2-焦作-G1821/4-上海虹桥-G368/9-郑州

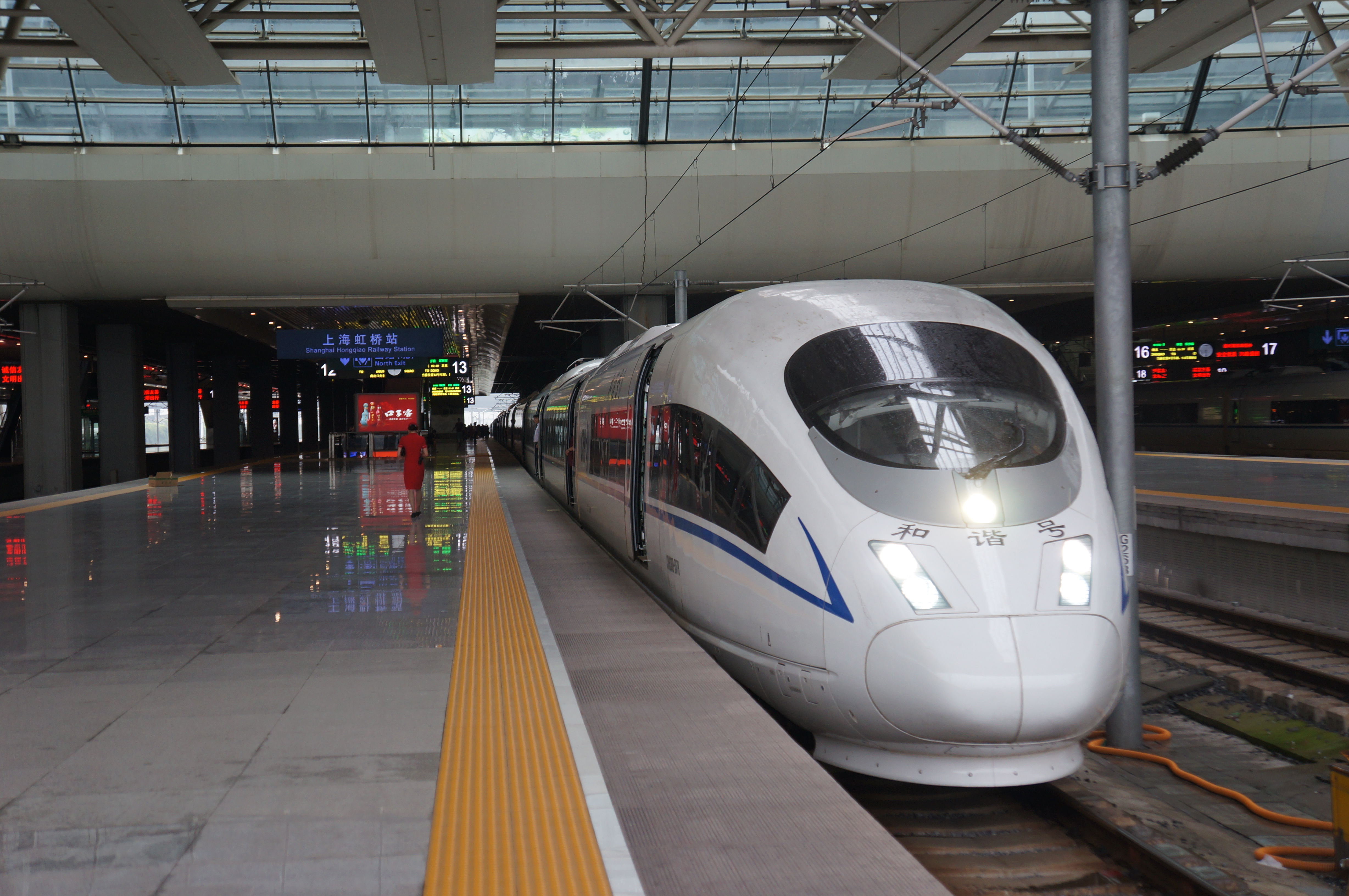
郑州局集团担当的G1822次列车在上海虹桥站待发

## 使用列车
主要使用CR400AF、CR400BF-A、CR400BF-AZ、CR400BF-S、CRH380A、CRH380B、CRH380BL、CRH380D等列车。